# VTJ 4th
VTJ 4th（ブイティージェー・フォース）は、日本の総合格闘技団体「VTJ」の大会の一つ。2014年2月23日、東京都大田区の大田区総合体育館で開催された。

## 大会概要
今大会から8人によるフライ級（125ポンド=56.7kg）トーナメントが3大会に渡って行われる。

## 試合結果

### オープニングファイト
第1試合 125ポンド（56.7kg）契約 3分3R
△  チョモランマ1/2 vs.  鈴木JAPAN △
3R終了 判定0-1
※判定における採点の集計に誤りがあり、試合結果を鈴木JAPANの勝利から引き分けに変更。
第2試合 155ポンド（70.3kg）契約 3分3R
○  三上譲治 vs.  奥津和志 ×
3R終了 判定3-0
第3試合 125ポンド（56.7kg）契約 3分3R
○  室伏カツヤ vs.  伊是名秀宣 ×
3R終了 判定3-0

### 本戦カード
第1試合 135ポンド（61.2kg）契約 5分3R
○  佐々木憂流迦 vs.  石原夜叉坊 ×
2R 1:46 リアネイキッドチョーク
第2試合 160ポンド（72.6kg）契約 5分3R
○  宇良健吾 vs.  星野大介 ×
3R終了 判定2-1
第3試合 145ポンド（65.8kg）契約 5分3R
○  キム・ジェ・ウォン vs.  美木航 ×
3R終了 判定3-0
第4試合 フライ級（56.7kg）トーナメント 1回戦 5分3R
○  カナ・ハヤット vs.  フレディ・アルティーガ ×
3R終了 判定3-0
第5試合 フライ級（56.7kg）トーナメント 1回戦 5分3R
○  扇久保博正 vs.  春日井健士 ×
3R終了 判定2-0
第6試合 フライ級（56.7kg）トーナメント 1回戦 5分3R
○  シーザー・スクラヴォス vs.  マモル ×
1R 1:28 リアネイキッドチョーク
第7試合 フライ級（56.7kg）トーナメント 1回戦 5分3R
○  神酒龍一 vs.  前田吉朗 ×
3R終了 判定3-0
第8試合 155ポンド（70.3kg）契約 5分3R
○  小谷直之 vs.  児山佳宏 ×
3R終了 判定3-0
第9試合 145ポンド（65.8kg）契約 5分3R
○  宇野薫 vs.  ジェシー・ブロック ×
3R終了 判定3-0
第10試合 145ポンド（65.8kg）契約 5分3R
○  高谷裕之 vs.  内村洋次郎 ×
1R 1:27 KO（グランドパンチ）